# Mas de Morenet
El Mas de Morenet o torre de Cal Morenet és una masia a l'est del terme municipal de Vilaplana (Baix Camp) protegida com a bé cultural d'interès local. Construïda al vessant meridional de la serra de la Mussara, en el replà que queda damunt del cingle de la Conca i sota el del Paredot, des d'aquest punt es gaudeix d'una molt bona panoràmica de bona part del Camp de Tarragona.
Segurament era una petita casa forta d'un senyor local que es pot relacionar amb moltes altres construccions semblants com ara la torre de la Guinovarda i la casa forta de la Campanera totes dues d'Aiguamúrcia a l'Alt Camp; la torre de Joveró del municipi de Jorba, l'Anoia, la torre de sa Masó de Les Preses (Garrotxa), etc. La datació, que les importants modificacions sofertes arran de la restauració dificulten, s'establiria en els segles XII o XIII.

## Arquitectura
Torre de planta rectangular de 6,65 m de llarg -d'est a oest- i 5,6 m d'amplada. L'alçada actual és d'uns 6 m dels quals els quatre inferiors són originals tot i que segurament molt canviats en el procés de restauració. El gruix dels murs és d'uns 75 cm. La porta, que s'obre a peu pla en la façana oriental, acaba en arc de mig punt format per sis dovelles de 45 cm de llarg. Al costat de la porta s'obren dues espitlleres i a la façana nord hi ha cinc espitlleres a la mateixa alçada, separades entre elles uns 110 cm. Quatre espitlleres més es veuen a la façana de ponent. El mur meridional, construït sobre una roca, no presenta cap obertura.
L'aparell constructiu dels murs és fet de filades ben arrenglerades de pedres poc treballades i de mida mitjana (per exemple, 20 cm per 40 cm de llarg). Als caires de les parets, els carreus són més grossos i ben treballats.
És una antiga masia fortificada, Del conjunt destaca la torre, que fa 6,5 per 5,2 metres de mides exteriors amb parets d'un gruix d'1,10 metres. No fa més de 6 metres d'alçada, però el més probable és que fos més elevada. Els quatre metres inferiors són originals tot i que segurament molt canviats en el procés de restauració. La façana té una porta oberta a peu pla, dovellada amb arc de mig punt, una mica descentrada. Les sis dovelles de la porta són d'uns 45 cm de llarg. Al costat de la porta s'obren dues espitlleres i a la façana nord hi ha cinc espitlleres a la mateixa alçada, separades entre elles uns 110 cm. Quatre espitlleres més es veuen a la façana de ponent. El mur meridional, construït sobre una roca, no presenta cap obertura.
La primer planta és coberta per una volta, Hi ha una finestra quadrada, nova o bé molt restaurada, al primer pis. La portalada de mig punt i els merlets són de factura recent i procedència incerta, però les espitlleres de pedra sense tallar són autèntiques i podrien ser d'origen medieval. Havia estat coberta amb una teulada a dues vessants, substituïda ara per una terrassa amb merlets i petites gàrgoles modernes. Divisió interior de fusta, potser substituint un pis del mateix tipus. Hi ha una xemeneia a l'interior, amb llar. La casa, reconstruïda en bona part, així com la resta de les edificacions, imiten el mateix tipus de parament de la torre.
L'aparell constructiu dels murs de la torre és fet de filades ben arrenglerades de pedres poc treballades i de mida mitjana (per exemple, 20 cm per 40 cm de llarg). Als caires de les parets, els carreus són més grossos i ben treballats.

## Història
La tradició popular deia que el mas fou bastit aprofitant les restes d'una fortificació musulmana. Segurament era una petita casa forta d'un senyor local que es pot relacionar amb moltes altres construccions semblants com ara la torre de la Guinovarda i la casa forta de la Campanera totes dues d'Aiguamúrcia a l'Alt Camp; la torre de Joveró del municipi de Jorba, a l'Anoia, la torre de sa Masó de Les Preses (Garrotxa), etc. Un testament de l'any 1906 esmenta "el Mas d'en Morenet". El Registre de la Propietat de Reus de l'any 1921 l'esmenta com a partida de terra. La recent reconstrucció del conjunt del mas ha permès deixar la torre exempta i vistent.